# 부메랑RPG: 던져라! 듀드
<부메랑RPG: 던져라! 듀드>(영어: Boomerang RPG: Watch out, Dude!)는 아티팩트 게임즈가 개발하고 Super Planet이 배급한 방치형 롤플레잉 게임이다. 2024년 2월에 안드로이드와 iOS용으로 출시되었다.
<부메랑RPG: 던져라! 듀드>는 주인공 '듀드'를 조종해 악마를 퇴치하는 이야기를 배경으로 한다. 플레이어는 게임을 직접 조종해 부메랑을 던질 수도, 방치를 할 수도 있다. 다양한 부메랑을 모아 악마를 퇴치하고 위기에 빠진 듀드 마을을 구하는 것이 <부메랑RPG: 던져라! 듀드>의 궁극적인 목표이다.
또한 <부메랑RPG: 던져라! 듀드>는 F2P 가챠 게임으로, 게임 내에서 획득한 재화나 실제 돈으로 구매한 재화를 사용해 무작위로 부메랑 및 방어구 등을 획득할 수 있다.